# Knut Urban
Knut W. Urban (Stuttgart, 25 de junio de 1941) es un físico alemán.  Ha sido director del Instituto de Investigación de microestructura en Forschungszentrum Jülich desde 1987.
La investigación de Knut Urban se centra en el campo de la aberración corregida en un microscopio electrónico de transmisión (tanto en relación con el desarrollo de instrumentos y el software de control), el examen de los defectos estructurales en los óxidos y las propiedades físicas de las aleaciones metálicas complejas. También trabaja en el efecto Josephson en superconductividad de alta temperatura y de la aplicación de estos efectos en los sistemas SQUID y magnetómetros, así como sobre la aplicación de la espectroscopia de transformada de Hilbert en el examen de la excitación de los sólidos, líquidos y gases en el gigahertz y la escala de terahercios.
Además de sus actividades en el Forschungszentrum Jülich también es profesor de física experimental en la Universidad Técnica de Aquisgrán.

## Biografía
Urban estudió física en la Universidad de Stuttgart y obtuvo un doctorado en 1972 por su tesis doctoral en el estudio de los daños causados por los rayos de electrones en un microscopio electrónico de alta tensión a baja temperatura.  Posteriormente se llevó a cabo la investigación en el Instituto Max Planck de Investigación de Metales en Stuttgart hasta 1986. Entre otras tareas, que estaba involucrado en la instalación de un laboratorio de microscopio de alta tensión de 1,2 - MV, así como en los estudios sobre la anisotropía de la energía atómica en cristales de desplazamiento y en la difusión inducida por la radiación.  En 1986 fue nombrado profesor de propiedades de los materiales en general por el Departamento de Ciencia de los Materiales e Ingeniería en la Universidad de Erlangen-Núremberg.  En 1987 Urban fue nombrado para la cátedra de física experimental en la Universidad RWTH Aachen y al mismo tiempo se convirtió en el director del Instituto de Investigación de la microestructura en Forschungszentrum Jülich.  De 1996 a 1997 fue profesor visitante en el Instituto de Materiales Procesamiento Avanzado de la Universidad de Tohoku en Sendai (Japón). Kurt Urban fue nombrado uno de los dos directores del Centro Ernst Ruska de Microscopía y Espectroscopía de Electrones (ER-C), cuando fue fundada en el año 2004, como una plataforma de la competencia común de Forschungszentrum Jülich y la Universidad RWTH Aachen, así como la nacionalidad centro para los usuarios de alta resolución de los microscopios electrónicos de transmisión.
De 2004 a 2006 fue presidente de la Sociedad Alemana de Física ( DPG ), que es la mayor organización del mundo de los físicos. Es miembro de varios órganos consultivos, patronatos y comités senatoriales de instituciones científicas.
Knut Urban está casado y tiene tres hijas.

## Premios y honores
- Premio Acta- Metallurgica , 1986
- Premio Carl Wagner , 1986
- Premio de la Sociedad Japonesa para la Promoción e Investigación de la Ciencia de 1996
- Heyn medalla votiva otorgado por la Sociedad Alemana para la Ciencia de los Materiales (DGM), 1999
- Medalla de Editorial Científico Natural otorgado por la Sociedad Alemana de Física (DPG), 2000
- Miembro Honorario de la Sociedad de Investigación de Materiales de la India, 2000
- Nombrado profesor de por vida en la Universidad de Wuhan (China), 2001
- Premio Von Hippel - otorgado por la Sociedad de Investigación de Materiales (EE. UU. ), 2006
- Karl Heinz Beckurts Premio a la Innovación otorgado por la Asociación Helmholtz de Centros de Investigación Alemanes, 2006
- Premio Honda otorgado por la Fundación Honda (Japón), 2008[3]
- Premio Wolf en Física, 2011
- Premio Fundación BBVA Fronteras del Conocimiento 2013 en Ciencias Básicas (compartido con Maximilian Haider y Harald Rose)